# أسامة المبيريك
أسامة محمد المبيريك (بالإنجليزية: Osama Al-Mubaireek)؛ مواليد 22 فبراير 2002 في السعودية، هو لاعب كرة قدم سعودي يلعب لنادي هجر.

## برنامج الابتعاث الخارجي
انضم لبرنامج الابتعاث السعودي لكرة القدم 2020 مع مجموعة من اللاعبين للابتعاث الخارجي لاكتساب الخبرات والمشاركة أمام فرق من مختلف الدرجات في إسبانيا وغيرها من الدول الأوروبية.

## عودته من الابتعاث
إنتهى من برنامج الابتعاث في صيف 2021 و وقع عقد مع نادي ليغيا وارسو البولندي لمدة موسمين. و بعد 6 أشهر عاد إلى نادي الفتح وأعير إلى نادي الروضة في عام 2023 وانتقل بعدها إلى نادي هجر.